# Belotić (Bogatić)
Belotić (Bogatić) (em cirílico: Белотић) é uma vila da Sérvia localizada no município de Bogatić, pertencente ao distrito de Mačva, na região de Mačva. A sua população era de 1564 habitantes segundo o censo de 2011.

## Demografia
| 1948  | 1953  | 1961  | 1971  | 1981  | 1991  | 2002  | 2011  |
| ----- | ----- | ----- | ----- | ----- | ----- | ----- | ----- |
| 1 560 | 1 667 | 1 740 | 1 800 | 1 801 | 1 816 | 1 744 | 1 564 |